# Partido Liberal de Honduras
O Partido Liberal de Honduras (PLH) é um dos principais partidos políticos de Honduras. Em toda sua história republicana, partilhou um bipartidarismo durante o século XIX e início do XX com o Partido Conservador e depois com seu substituto, o Partido Nacional de Honduras.
É junto com o Partido Liberal Colombiano as únicas organizações liberais surgidas depois das independências dos países latino-americanos que perduraram.
Desde a saída de Zelaya do Partido e as Eleições de 2013, o PLH se tornou a terceira maior força política no país, sendo deslocado pelo Partido Liberdade e Refundação (Libre).

## História
Todas as eleições democráticas em Honduras foram disputadas entre o PLH e o PNH. Ainda que os liberais tenham ganhado a eleição presidencial de 2005, os nacionalistas lograram uma maioria no Congresso Nacional aliando-se ao Partido Democrata Cristão de Honduras.

### Século XXI e a história recente
Nas eleições legislativas de novembro de 2001, o partido obteve 40% dos votos, conseguindo 55 dos 128 assentos parlamentares, ainda que seu candidato Rafael Pineda Ponce tenha sido derrotado pelo nacionalista Ricardo Maduro Joest. Nas presidenciais de 2005, Manuel Zelaya, candidato do PLH derrotou o nacionalista Porfirio "Pepe" Lobo. Atualmente tem 62 congressistas nacionais e 11 deputados.
Em 2008, o presidente Zelaya surpreendeu tanto nacionalmente e internacionalmente com suas intenções de juntar-se à ALBA, iniciativa comercial liderada pela Venezuela que, embora tenha respaldo da esquerda e certos setores liberais, encontra a oposição da direita hondurenha.
O presidente Zelaya foi preso pelos militares e pelo Congresso hondurenho, então expulso do país em uma operação militar em 28 de junho de 2009. Ele foi sucedido por Roberto Micheletti. Embora o período de transição de Micheletti tenha sido reconhecido como um governo de jure por todos os ramos do governo e instituições oficiais hondurenha; todas as organizações da comunidade internacional OEA, ONU, SICA, ALBA, FMI, Banco Mundial e outros países do mundo o consideram Zelaya como presidente de facto.
Nas eleições de 2009, que ocorreram após o golpe de Estado hondurenho de 2009 que retirou Manuel Zelaya do poder, o Partido Liberal sofreu uma dura derrota do Partido Nacional, com o candidato do Partido Nacional, Porfirio Lobo Sosa, conquistando a presidência com mais de 1.212.846 votos e 56,56% dos votos válidos em comparação com seu adversário que obteve 816.874 votos e 38,1% do liberal Elvin Santos. Nas eleições para o Congresso Nacional de Honduras, o Partido Liberal conquistou um total de 45 cadeiras, perdendo 17 assentos nas eleições anteriores.